# Лаврищев, Василий Алексеевич
Василий Алексеевич Лаврищев (1920-1944) — майор Рабоче-крестьянской Красной Армии, участник Великой Отечественной войны, Герой Советского Союза (1944).

## Биография
Василий Лаврищев родился 5 декабря 1920 года в деревне Крюково (ныне — Колпнянский район Орловской области). После окончания неполной средней школы работал на стройке. В августе 1940 года Лаврищев был призван на службу в Рабоче-крестьянскую Красную Армию. С июля 1941 года — на фронтах Великой Отечественной войны. Участвовал в обороне Одессы и Севастополя. В боях несколько раз был ранен.
К весне 1944 года капитан Василий Лаврищев командовал батальоном 1161-го стрелкового полка 351-й стрелковой дивизии 1-й танковой армии 1-го Украинского фронта. Отличился во время освобождения Ивано-Франковской области Украинской ССР. В бою за село Рошнев Тысменицкого района батальон Лаврищева уничтожил факельщиков, пытавшихся поджечь дома в селе, и занял оборону. Когда венгерские части попытались отбить село и окружили батальон, Лаврищев со своими подчинёнными успешно держал оборону в течение трёх суток, захватив в качестве трофеев 30 пулемётов, 100 винтовок, 200 гранат и несколько тысяч единиц боеприпасов. Получив приказ отойти из Рошнева, Лаврищев со своим батальоном ночью пробился во вражеский тыл и успешно вышел к своему полку. 6 августа 1944 года майор Василий Лаврищев погиб в бою на реке Свича. Похоронен в городе Долина Ивано-Франковской области Украины.
Указом Президиума Верховного Совета СССР от 23 сентября 1944 года за «образцовое выполнение боевых заданий командования на фронтах борьбы с немецкими захватчиками, проявленные при этом геройство и отвагу» капитан Василий Лаврищев посмертно был удостоен высокого звания Героя Советского Союза. Также был награждён орденами Ленина и Александра Невского, двумя орденами Красной Звезды, двумя медалями.
В честь Лаврищева названы улицы в Ужгороде (переименована — теперь ул. Романа Шухевича) и Долине, школа в Долине.